# Barville (Vosgi)
Barville è un comune francese di 89 abitanti situato nel dipartimento dei Vosgi nella regione del Grand Est.

## Società

### Evoluzione demografica
Abitanti censiti